# دوكومومو
دوكومومو الدوليّة أو اللجنة الدوليّة لتوثيق وحفظ الأبنية والمعالم والأحياء للحركة الحديثة (بالإنجليزية: DoCoMoMo International) هي منظّمة دوليّة غير ربحيّة تأسست عام 1988 في آيندهوفن، هولندا وانتقل مركزها إلى أكثر من مدينة أوروبيّة مؤخرًا. تهدف إلى توثيق وحفظ الأبنية والمعالم والأحياء من الحركة الحديثة، ولصونها والحفاظ عليها.
تتركز مهام هذه المنظمة على لعب دور المُراقِب في حال تعرُّض مبانٍ بارزة من الحركة الحديثة لتهديد ما في أيّ مكان من العالم، وتبادل الأفكار المتعلّقة بقضية حماية الإرث الحديث من حيث تقنياته وتاريخه ونشره، ودعم الأفكار حول الحركة الحديثة وتراثها. وتتألف دوكومومو اليوم من أكثر من 59 فرعًا حول العالم، بعضها في دول عربيّة هي العراق والكويت ولبنان ومصر والمغرب، وتضمّ أكثر من 2,300 عضوًا.

## تاريخ
أسس المعمار الهولندي هوبير يان هينكت هذه المنظمة في آيندهوفن عام 1988 بعد أن استلهم فكرة تأسيسها من عمل المجلس الدولي للمعالم والمواقع (إيكوموس) الذي تأسس عام 1965. كان عمل إيكوموس معنيًا بحماية المباني والمواقع التاريخية والحفاظ عليها، في حين أن دوكومومو قد تأسست لمواجهة تحدي حماية والحفاظ على العمارة الحديثة والحضريّة. ظل مركز المنظمة في هولندا حتى انتقاله إلى باريس عام 2000، حيث كان في متحف العمارة والتراث. بعد ذلك انتقل المركز إلى برشلونة عام 2010، واستقر أخيرًا في لشبونة منذ 2014.

## المؤتمرات
- 1990 - ايندهوفن، هولندا
- 1992 - باوهاوس ديساو، ألمانيا
- 1994 - برشلونة، اسبانيا
- 1996 - براتيسلافا وسلياك، سلوفاكيا
- 1998 - ستوكهولم، السويد
- 2000 - برازيليا، البرازيل
- 2002 - باريس، فرنسا
- 2004 - نيويورك، الولايات المتحدة
- 2006 - إسطنبول وأنقرة، تركيا
- 2008 - روتردام، هولندا
- 2010 - مكسيكو سيتي، المكسيك
- 2012 - إسبو، فنلندا
- 2014 - سيول، كوريا الجنوبية
- 2016 - لشبونة، البرتغال

## المنشورات
- دوكومومو جورنال، تُنشر كل سنتين.[2]

## وصلات خارجية
- الموقع الرسمي لمنظمة دوكومومو العالمية (بالإنجليزية)